# کیم شی آ
کیم شی آ (کره‌ای: 김시아؛ زادهٔ ۶ مه ۲۰۰۸) بازیگر کودک اهل کره جنوبی است. از نقش‌های قابل توجه او می‌توان به خانم بک (۲۰۱۸)، ریزش خاکستر (۲۰۱۹)، پادشاهی (۲۰۲۱) و دریای خاموش (۲۰۲۱) اشاره کرد. او خواهر کوچکتر کیم بو مین، یک بازیگر کودک است.

## فیلم‌شناسی

### فیلم
| سال  | عنوان       | نقش         | توضیحات      | منابع |
| ---- | ----------- | ----------- | ------------ | ----- |
| ۲۰۱۸ | خانم بک     | کیم جی اون  | نقش اصلی     | [ ۴ ] |
| ۲۰۱۹ | خانه ما     | یومی        | نقش اصلی     | [ ۵ ] |
| ۲۰۱۹ | ریزش خاکستر | سون اوک     | نقش مکمل     | [ ۶ ] |
| ۲۰۲۰ | کمد         | میونگ جین   | نقش اصلی     | [ ۷ ] |
| ۲۰۲۲ | بی گوانگ    | دونگ جو     |              | [ ۸ ] |
| ن/م  | گیل بوک سون | گیل جه یونگ | فیلم نتفلیکس | [ ۹ ] |

### مجموعه تلویزیونی
| سال        | عنوان                       | شبکه    | نقش               | منابع  |
| ---------- | --------------------------- | ------- | ----------------- | ------ |
| ۲۰۱۹       | عطر                         | کی‌بی‌اس۲ | مین جه هی (جوانی) | [ ۱۰ ] |
| ۲۰۲۱       | پادشاهی                     | نتفلیکس | جوانی آشین        | [ ۱۱ ] |
| ۲۰۲۱       | دریای خاموش                 | نتفلیکس | لونا              | [ ۱۲ ] |
| ٢٠٢٣       | توی نوزدهمین زندگیم میبینمت | نتفلیکس | یون جو وون        | [14]   |
| ٢٠٢٣- ٢٠٢۴ | خانه شیرین فصل 2 و 3        | نتفلیکس | دختر سئو یی کیونگ | [١۵]   |

## جوایز و نامزدی‌ها
| مراسم جوایز                        | سال  | دسته                   | نامزد / اثر | نتیجه | منابع  |
| ---------------------------------- | ---- | ---------------------- | ----------- | ----- | ------ |
| سومین فستیوال فیلم شرم‌الشیخ آسیا   | ۲۰۱۹ | جایزه بهترین بازیگر زن | میس بک      | برنده | [ ۱۳ ] |
| سی و نهمین جوایز گلدن سینماتوگرافی | ۲۰۱۹ | بهترین بازیگر کودک     | میس بک      | برنده | [ ۱۴ ] |